# Annezay
Annezay là một xã trong tỉnh Charente-Maritime tổng Mirambeau of the Charente-Maritime trong vùng Nouvelle-Aquitaine, tây nam nước Pháp. Xã Annezay nằm ở khu vực có độ cao trung bình 33 mét trên mực nước biển.

## Dân số
| Năm  | Dân số | Mật độ |
| ---- | ------ | ------ |
| 1962 | 211    | -      |
| 1968 | 214    | -      |
| 1975 | 194    | -      |
| 1982 | 178    | -      |
| 1990 | 149    | -      |
| 1999 | 175    | 23/km² |